# Казе Туркето (Тревизо)
Казе Туркето је насеље у Италији у округу Тревизо, региону Венето.
Према процени из 2011. у насељу је живело 43 становника. Насеље се налази на надморској висини од 242 м.